# Apantesis decorata
Apantesis decorata är en fjärilsart som beskrevs av Saunders 1863. Apantesis decorata ingår i släktet Apantesis och familjen björnspinnare. Inga underarter finns listade i Catalogue of Life.